# Vojenská pohotovost
Vojenská pohotovost je termín, označující připravenost ozbrojených sil k boji (ať už armády, či jiných složek). Většina armáda světa udržuje systém několika stupňů bojové pohotovosti, který je aplikován v určitých situacích (např. od vojenského cvičení až po bezprostřední ohrožení státu cizí mocností). Stav bojové pohotovosti může být také ovlivněn vnitřními faktory, jakými jsou například mimořádná situace v zemi, ohrožení teroristickým útokem, konání mimořádné akce aj.
Významný dopad na účinek vojenské pohotovosti má morálka mužstva, jeho připravenost, výbava a výcvik. Jsou-li tyto faktory ve shodě a vzájemně se doplňují, má vojsko po vyhlášení určitého stupně pohotovosti značnou taktickou výhodu.
V roce 1956 vyhlásilo např. Maďarsko vojenskou pohotovost dne 20. října v souvislosti s protikomunistickým povstáním. V tomto případě se jednalo o připravení armády zasáhnout v nepřehledném vývoji v zemi.